# Sancho I (król Majorki)
Sancho I z Majorki, Sancho I (hiszp. Sancho I de Mallorca, kat. Sanç I de Mallorca, ur. w 1276, zm. 4 września 1324) – król Majorki 1311–1324, hrabia Roussillon i Cerdanyi, władca Montpellier.  

## Życiorys
Urodzony w 1276, syn króla Jakuba II z Majorki i Esclaramundy, córki hrabiego Foix Rogera IV. Jego siostrą była Sancza, żona Roberta I Mądrego, króla Neapolu, jego młodszym braćmi byli Jakub (został mnichem), Ferdynand (ojciec przyszłego następcy Sancha – Jakuba III) oraz Filip.
Ojcem Sancha był Jakub II z Majorki, syn króla Aragonii Jakuba I Zdobywcy z dynastii barcelońskiej, twórcy Królestwa Majorki, w skład którego prócz wysp Balearów wchodziły również hrabstwa Roussillon i Cerdanya oraz Montpellier. Po śmierci Jakuba I Zdobywcy (1276) Królestwo Majorki przypadło w udziale Jakubowi II, ojcu Sancha. Aż do 1298 roku Jakub II z Majorki musiał stawiać czoła władcom Aragonii, swoim krewnym: bratu Piotrowi III oraz bratankom Alfonsowi III i Jakubowi, którzy chcieli zająć jego dziedzictwo, gdyż Baleary stanowiły ważne ogniwo aragońsko-katalońskiej ekspansji w rejonie śródziemnomorskim. 
Pierwsze lata życia Sancho spędził w niewoli aragońskiej, do której się dostał po przegranych bitwach swego ojca z królem Piotrem III (zm. 1285). Sanchowi udało się uciec z niewoli, kolejne lata przebywał na dworze królów Francji. Gdy w 1285 władca Aragonii Jakub II Sprawiedliwy, król Francji Filip IV Piękny i król Neapolu Karol II Kulawy podpisali układ w Anagni dotyczący Sycylii, wtedy Jakub II z Majorki, będący również wśród sygnatariuszy układu, mógł wrócić do swego królestwa, które od tej pory miało pozostać lennem Aragonii. 
Po śmierci swego ojca (1311) Sancho objął rządy w całym Królestwie Majorki, ponieważ jego starszy brat, Jakub wstąpił do klasztoru i został franciszkańskim mnichem. Władza Sancha nad kontynentalną częścią Królestwa była słaba: hrabstwa Roussillon i Cerdanya formalnie podlegały królowi Aragonii odkąd po 1295 roku zrzekł się ich Jakub II z Majorki, a władza w Montpellier była zagrożona pretensjami władców Francji. Sancho I pogodził się ze zwierzchnią władzą Aragonii i złożył hołd lenny jej władcy Jakubowi II Sprawiedliwemu, uzyskując jego poparcie dla swego panowania w Montpellier. Innym problemem z jakim się zmagał Sancho byli piraci rabujący statki handlowe wokół Balearów. Sancho postanowił zbudować flotę, która walczyłaby z piratami, na co potrzebował pieniędzy. Wzorem innych średniowiecznych władców, Sancho pieniądze zdobył nakładając wysokie podatki na Żydów zamieszkujących jego posiadłości i handlujących w miastach Królestwa Majorki. Za czasów panowania Sancha I rozpoczęto budowę katedry w Perpignan, które było jednym z dwóch głównych miast królestwa i jego nominalną stolicą, mimo że król wraz z dworem przebywali przeważnie w Palma na Majorce. Za panowania Sancho I i jego ojca zbudowano również wiele nowych kościołów oraz klasztorów franciszkańskich i dominikańskich. 
Jeszcze za życia ojca, Sancho poślubił Marię, córkę króla Neapolu Karola II Kulawego, zaś syn Karola II – Robert zwany później Mądrym poślubił siostrę Sancha, Sanczę. Ślub per procura odbył się w 1304, a faktyczne małżeństwo zawarto w 1309. Oba związki miały umocnić pozycję władców Majorki wobec królów Aragonii. Niestety, z małżeństwa z Marią król Sancho I nie doczekał się potomstwa. Wobec braku następcy w 1319 król Majorki został przez Jakuba II Sprawiedliwego zmuszony do podpisania układu w Perpignan, na mocy którego po śmierci władcy Majorki jego królestwo miało zostać włączone bezpośrednio w skład królestwo Aragonii. Zapisy układu miały upaść w sytuacji narodzin potomka, co jednak nie nastąpiło. Mimo to Sancho postanowił złamać traktat z Perpignan i na swego następcę wyznaczył bratanka, Jakuba, syna Ferdynanda (zm. 1316).  
Sancho I zmarł 4 września 1324. Dzieci Sancha pochodziły ze związków pozamałżeńskich i rzecz jasna żadne z nich nie mogło zostać następcą. Na tron wstąpił bratanek Jakub III, mający wówczas 9 lat. Faktyczną władzę sprawował regent Filip, kolejny z braci Sancha I.